# Záhoří (okres Tábor)
Záhoří (německy Sahorsch) je obec v okrese Tábor v Jihočeském kraji. Žije zde 69 obyvatel.

## Historie
První písemná zmínka o obci pochází z roku 1258.[zdroj?]

## Obyvatelstvo
| Rok            | 1869 | 1880 | 1890 | 1900 | 1910 | 1921 | 1930 | 1950 | 1961 | 1970 | 1980 | 1991 | 2001 | 2011 | 2021 |
| -------------- | ---- | ---- | ---- | ---- | ---- | ---- | ---- | ---- | ---- | ---- | ---- | ---- | ---- | ---- | ---- |
| Počet obyvatel | 174  | 201  | 194  | 190  | 195  | 202  | 184  | 139  | 110  | 91   | 77   | 77   | 63   | 52   | 53   |
| Počet domů     | 32   | 34   | 35   | 35   | 35   | 35   | 36   | 36   | 30   | 28   | 27   | 38   | 38   | 38   | 35   |

## Obecní správa
Mezi lety 1850–1971 bylo Záhoří obcí v okrese Týn nad Vltavou (1850–1950) a později v okrese Tábor. Od 26. listopadu 1971 do 23. listopadu 1990 patřil jako část obce k Březnici, kdy se konaly obecní volby a od 24. listopadu 1990 je opět samostatnou obcí.

## Pamětihodnosti
- Boží muka
- Venkovské usedlosti čp. 14 a 29

## Galerie

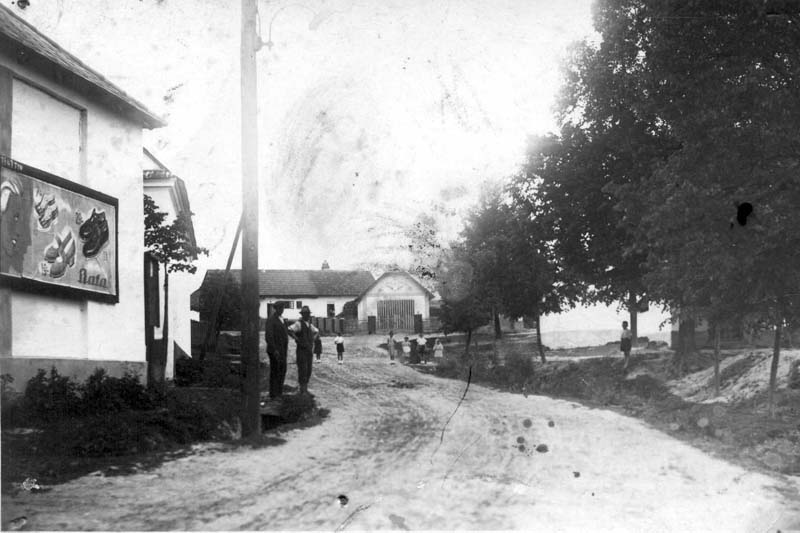
Záhoří ve třicátých letech 20. století
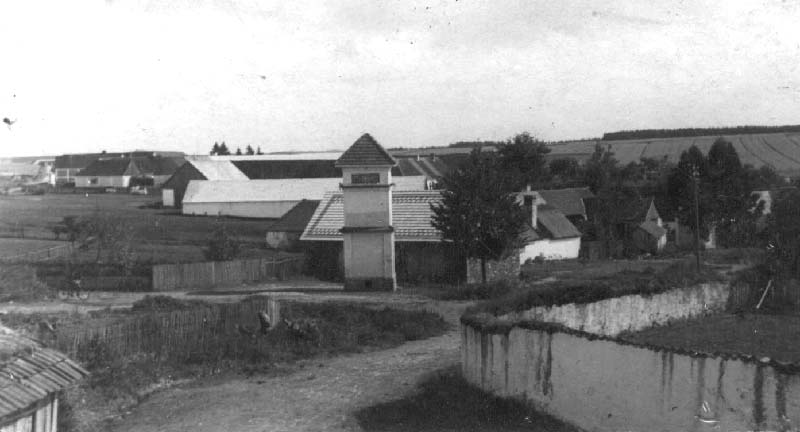
Záhoří ve třicátých letech 20. století